# Karl Wilhelm Friedrich (Brandenburg-Ansbach)

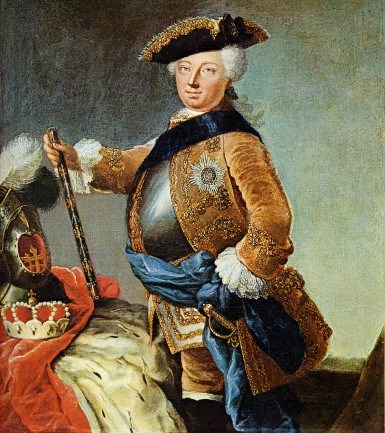
Karl Wilhelm Friedrich von Brandenburg-Ansbach

Karl Wilhelm Friedrich von Brandenburg-Ansbach (* 12. Mai 1712 in Ansbach; † 3. August 1757 in Gunzenhausen), genannt der Wilde Markgraf, war von 1729 bis zu seinem Tode Landesherr des Fürstentums Ansbach.

## Leben

### Herkunft und Familie

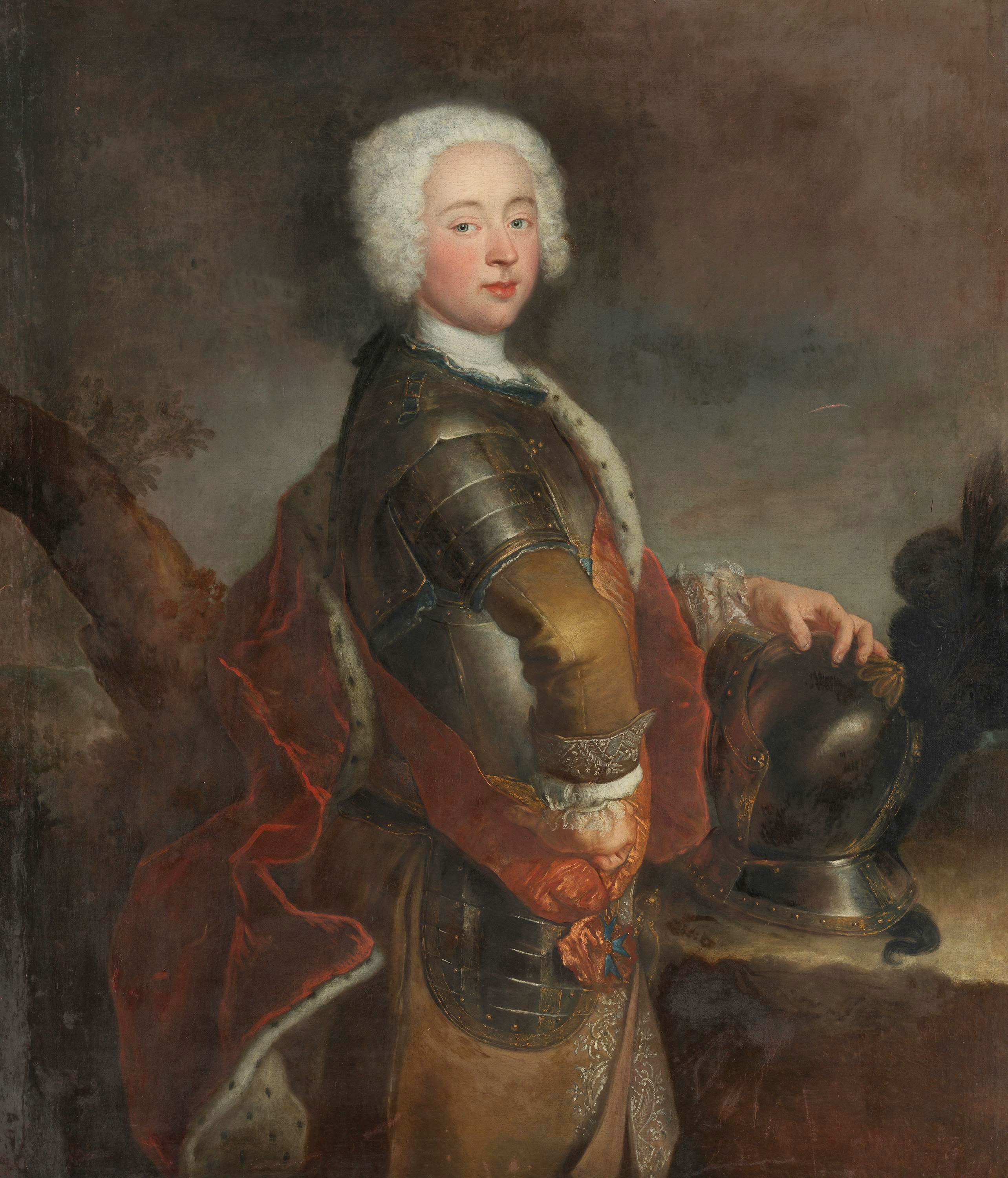
Karl Wilhelm Friedrich, um 1731

Karl Wilhelm Friedrich war der Sohn von Markgraf Wilhelm Friedrich von Brandenburg-Ansbach (1686–1723) und dessen Ehefrau Christiane Charlotte von Württemberg-Winnental (1694–1729). Das Fürstentum stand zunächst unter der Regentschaft seiner Mutter.
Karl Wilhelm Friedrich heiratete Friederike Luise von Preußen (1714–1784), Tochter von König Friedrich Wilhelm I. Aus der Ehe hervorgegangen sind Karl (1733–1737), der als Kind verstarb, und Alexander (1736–1806). Karl Wilhelm Friedrich war ein typischer absolutistischer Fürst, der ein prunkvolles Hofleben pflegte: Er hinterließ seinem einzigen offiziellen Erben Alexander eine Schuldenmasse von 2,3 Millionen Reichstalern, allein für seine Jagdleidenschaft gab er jährlich 10 % des Staatshaushaltes aus. Am 2. August 1757 starb Karl Wilhelm Friedrich an einem Schlaganfall.
Die Jagdleidenschaft Karl Wilhelm Friedrichs mit den Falken in Weidenbach hatte ebenfalls Folgen (daher rührt der Name Wilder Markgraf): Mit seiner weiteren Lebensgefährtin Elisabeth Wünsch (1710–1757), einer Falknerstochter, hatte er zwei Töchter, Wilhelmine Eleonore (1743–1768) und Louise Charlotte (1746–1747), und zwei Söhne. Die beiden Söhne, Friedrich Karl (1734–1796) und Friedrich Ferdinand Ludwig (1748–1811), wurden später zu Freiherren von Falkenhausen ernannt. Dazu hatte der Ansbacher Fürst seinen Geheimen Rat Johann Michael Schaudi an den Wiener Kaiserhof gesandt, der bei dieser Gelegenheit auch gleich einen Adelsbrief für sich erwirkte. Der Markgraf stattete seine morganatischen Söhne materiell aus: Friedrich Karl von Falkenhausen erhielt die Schlösser Thürnhofen und Trautskirchen, Friedrich Ferdinand Ludwig von Falkenhausen die Schlösser Laufenbürg und Wald bei Gunzenhausen. Das Schloss in Wald hatte eigentlich Carl Friedrich von Zocha für sich erbaut; es war aber wie das zugehörige Gut nach seinem Tod an Karl Wilhelm Friedrich zurückgefallen, da er keine leiblichen Erben hatte. Beiden Söhnen zusammen übereignete der Markgraf das Schloss Bibersfeld bei Schwäbisch Hall. Im Schloss von Wald leben bis heute die Nachkommen der Freiherren von Falkenhausen.

### Absolutistische Bautätigkeiten
Das Fürstentum Ansbach prägte er aber auch mit zahlreichen Bauten. So ließ er durch den Architekten Leopoldo Retti das Ansbacher Schloss erneuern und zwei Schlossbauten in Gunzenhausen sowie das Jagdschloss Georgenthal errichten. Allein 56 neue Kirchen und Pfarrhäuser entstanden in seiner Regierungszeit; zwischen 1736 und 1738 ließ er die Sankt-Gumbertus-Kirche in Ansbach im typisch markgräflichen Stil erweitern und umbauen.

### Falkenjagd
Seine besondere Liebe galt der Falkenjagd. 1730 beauftragte er seinen Obristbaumeister Carl Friedrich von Zocha mit dem Bau eines Falken- und Reiherhauses in Triesdorf. Zocha wurde später wegen Differenzen durch Leopoldo Retti ersetzt. Nach einer Aufstellung vom 14. Juni 1748 besaß Karl Wilhelm Friedrich den größten Falkenhof Europas, zwischen Johanni 1730 und Juni 1748 gab er mehr als eine halbe Million Gulden für dieses Hobby aus. Der Fürst scheute keine Kosten, und so wurden auch im Zusammenhang mit der Jagd zwei Gebäude errichtet: das später Gut Plein Désir genannte Haus in Weidenbach sowie das Palais Heydenab in Gunzenhausen, in dem heute die Gewerbebank untergebracht ist.